# Harriet Taylor Mill
Harriet Taylor (senare Harriet Taylor Mill), född Harriet Hardy 8 oktober 1807 i London, död 3 november 1858 i Avignon i Vaucluse i Frankrike, var en brittisk filosof, författare och kvinnorättskämpe. 
Hon var gift med John Stuart Mill och skrev boken "Om Friheten" tillsammans med honom. Trots detta var det han som fick stå ensam som författare för boken, eftersom kvinnor inte togs på allvar. År 1851 gifte de sig efter 21 år som nära vänner.
Taylor Mill skrev The Enfranchisement of Women, publicerad 1851.